# Ometeotl
Ometeotl (nom nahuatl composé de ome, « deux », et teotl, « énergie»), Omeyotl,, désigne, dans la mythologie aztèque, le principe de dualité qui gouverne l'Omeyocan ; c'est une sorte d'entité suprême, unique, immatérielle, transcendante, créateur unique de toute chose, atteignant la perfection, qui s'est divisé en deux divinités : Ometecuhtli et Omecihuatl.
Il est aussi appelé Moyocoyani (celui qui s'invente lui-même), Tloque Nahuaque (traduit de différentes manières : le maître du proche et du contigu, le maître du proche et de l'immédiat, celui qui se trouve partout), Ipalnemohuani, (celui par qui on vit).
Ometecuhtli représente l'essence masculine de la création et son épouse Omecihuatl représente l'essence féminine de la création. On les appelle parfois également « Tonacatecuhtli » et « Tonacacihuatl » (« Seigneur et Dame de nos nourritures » en nahuatl) sur la terre.
Ometecuhtli et Omecihuatl ont engendré quatre dieux créateurs Xipe-Totec, Tezcatlipoca, Quetzalcóatl et Huitzilopochtli.

## Définition
De nombreuses sources Nahuatl, notamment le Codex florentin, nomment le plus haut niveau des cieux "Ōmeyōcān" ("lieu de dualité"). (Sahagún le nomme spécifiquement "in ōmeyōcān in chiucnāuhnepaniuhcān" ou "le lieu de la dualité, par-delà les neuf cieux". Dans la Histoyre du Mechique, le prêtre franciscain André Thevet traduit une source nahuatl qui dit que dans ce cercle des cieux existerait "un dieu nommé Ometecuhtli, ce qui signifie deux-dieux, et l'un d'entre eux était une déesse." L'Histoire des Mexicains telle que racontée dans leurs peintures (Historia de los mexicanos por sus pinturas) nomme les habitants du ciel le plus haut Tōnacātēcuhtli et Tonacacihuatl (Seigneur et Dame de nos nourritures). Sahagún en conclut que ce sont les épithètes de "in ōmetēuctli in ōmecihuātl", donnés comme un autre nom de ōmeyōcān "in tōnacātēuctli īchān" ("la demeure du Seigneur de nos nourritures").
Ces deux divinités pourraient avoir été considérées comme des aspects d'un seul être, car un chanteur des Cantares Mexicanos demande où il peut aller en sachant que "ōme ihcac yehhuān Dios" ("ils, Dieu, est double"). Historia de los Mexicanos por sus pinturas rapporte des deux qu'ils "se criaron y estuvieron siempre en el treceno cielo, de cuyo principio no se supo jamás, sino de su estada y creación, que fue en el treceno cielo" (ils se sont élevés et ont toujours été dans le treizième ciel ; on n'a jamais su d'où ils venaient, juste le lieu qu'ils ont créé et où ils habitent, à savoir le treizième ciel).
En résultat de ces références, de nombreux spécialistes (notamment Miguel León-Portilla) interprètent le nom rare ōmeteōtl comme "Double Dieu" ou "Dieu de la Dualité". León-Portilla ajoute également que Ōmeteōtl était le dieu créateur suprême des Aztèques, et que les Aztèques le concevaient comme une entité mystique avec une nature duelle à la façon du concept européen de trinité. Il dit que les Aztèques voyaient Ōmeteōtl comme une divinité transcendante et que c'est là la raison pour la rareté des documents y faisant référence et l'absence de traces d'un culte qui aurait été dédié à Ōmeteōtl chez les Aztèques.

## Critique
D'autres spécialistes, notamment Richard Haly (1992), disent au contraire qu'il n'y avait pas d'Ōmeteōtl, Omitecuhtli ou Omecihuatl dans le panthéon aztèque. Il dit qu'à la place, ces noms devraient être interprétés en utilisant la racine nahuatl omi ("os"), plutôt que ōme ("deux"). Haly en conclut que Omitecuhtli était un autre nom pour Tonacatecuhtli et Mictlantecuhtli, deux dieux en lien avec la création des hommes à partir d'ossements. Il dit que, des cinq sources utilisées par León-Portilla pour justifier l'existence d'un créateur unique, aucune ne contient de référence à un dieu de la dualité.
D'abord, León-Portilla cite le Franciscain Fray Juan de Torquemada, qui affirme dans sa chronique que les "Indiens voulaient la Nature divine partagée entre deux dieux". Dans sa traduction des Cantares Mexicanos, León-Portilla introduit une référence au "Dieu de la dualité" qui ne se trouve pas explicitement dans le texte original, qui dit "ōme ihcac yehhuān Dios". Haly dit que León-Portilla commet une erreur en unissant "être double" avec le mot emprunté à l'Espagnol Dios ("Dieu") pour inventer cette divinité double,. Un autre exemple donné par León-Portilla vient de la Historia Tolteca-Chichimeca : "ay ōmeteōtl ya tēyōcoyani", littéralement "deux-dieu, créateur de l'humanité". Haly lit l'interjection ay comme faisant partie de l'expression plus longue ayōmeteōtl, et dit que ça devrait plutôt être traduit par "Dieu de l'agave juteux", et comme faisant référence au pulque. Le Codex Ríos a une représentation d'un dieu appelé hometeule — l'analyse iconographique montre que la déité Hometeule est identique à Tonacatecuhtli,. La cinquième source est L'Histoire des Mexicains telle que racontée dans leurs peintures, dans laquelle Haly montre qu'il n'est pas écrit ōmeteōtl, mais plutôt "omiteuctli ("Dieu des os"), qui est aussi appelé Maquizcoatl" et dont il est explicitement dit qu'il ne fait qu'un avec Huitzilopochtli.